# Епарсак
Епарсак (фр. Esparsac) насеље је и општина у јужној Француској у региону Миди Пирене, у департману Тарн и Гарона која припада префектури Castelsarrasin.
По подацима из 2011. године у општини је живело 244 становника, а густина насељености је износила 13,99 становника/km². Општина се простире на површини од 17,44 km². Налази се на средњој надморској висини од 250 метара (максималној 253 m, а минималној 115 m).

## Демографија
| 1962. | 1968. | 1975. | 1982. | 1990. | 1999. | 2011. |
| ----- | ----- | ----- | ----- | ----- | ----- | ----- |
| 260   | 303   | 253   | 246   | 256   | 245   | 244   |

График промене броја становника у току последњих година